# Џон Черчил, први војвода од Молбороа
Џон Черчил, први војвода од Марлбороа (енгл. John Churchill, 1st Duke of Marlborough; 26. мај 1650 — 16. јун 1722) је био енглески војсковођа и државник који је служио пет монарха крајем 17. и почетком 18. века. Командовао је енглеском војском и војском Велике алијансе током Рата за шпанско наслеђе. Аутор једне од Черчилових биографија, Марлборо: његов живот и време (енгл. Marlborough: His Life and Times), је Винстон Черчил, његов потомак и енглески државник.
Његова супруга била је Сара Черчил, војвоткиња од Малбороа.

## Војна служба

### Под Чарлсом II и Џемсом II
Као капетан налазио се у енглеском Експедиционом корпусу који је учествовао у француско-холандско-шпанском рату (1672-1678). Том приликом својом храброшћу привукао је пажњу великих француских војсковођа Кондеа и Тирена. На енглеском двору врло је брзо напредовао, нарочито после доласка Џемса II на престо. Од 1685. био је генерал-мајор и заменик команданта краљевске војске против побуњеног војводе Џемса Монмета (енгл. James Monmouth); победа над побуњеницима код Сеџмура (6. јула 1685) била је углавном његова заслуга. Као генерал-лајтнант је 1688. био на челу краљевске војске, али уместо да нападне Виљема Оранског (касније енглески краљ Виљем III) који се искрцао у Енглеској, Черчил је прешао на његову страну.

### Под Виљемом III и краљицом Аном
У почетку фалачког рата (1688-1697) командовао је енглеском војском на континенту. Наредне гдине угушио је устанак у Ирској, који је изазвао свргнути Џемс II: опсадом је заузео Корк и Кинсејл. Због веза са краљем Џемском, који се налазио у емиграцији у Француској, био је 1692. затворен у Тауеру, али је убрзо пуштен због недостатка доказа. Поново је био на високим положајима задњих година Виљемове владавине, а напредовао је још више доласком на престо краљице Ане (1702), која га је именовала генералним капетаном енглеске војске у земљи и иностранству.

### Рат за шпанско наслеђе
Велики Малборов војни таленат дошао је до пуног изражаја тек у рату за шпанско наслеђе (1701-1714), у којем је командовао здруженим британским и холандским снагама на континенту. Прве године рата (1702) отео је од Француза неколико тврђава, што му је донело титулу војводе. Две године касније изванредним стратегијским потезом, заједно с аустријским војсковођом принцом Еугеном Савојским тукао је Французе и Баварце код Блиндхајма (13. августа 1704). Поново их је тукао код Рамијија (23. маја 1706), Ауденардеа (11. јула 1708) и Малплакеа (11. септембра 1709). Смењен је 1711. као жртва домаћих политичких сукоба и дворских интрига.
Повукао се из јавног живота, иако га је Џорџ l врато у наклоност 1714. године.

### Наслеђе
Британци сматрају Малбороа својим највећим војсковођом. Поред принца Еугена био је најзначајнији генерал прве половине 18. века.